# روجر سميث (لاعب كرة قدم)
روجر سميث (بالإنجليزية: Roger Smith)‏ (19 فبراير 1945 في المملكة المتحدة - ) هو مدرب كرة قدم ولاعب كرة قدم بريطاني في مركز جناح ‏. لعب مع بورت فايل ونادي والسول.